# Pravoslaví v Ázerbájdžánu
Pravoslaví v Ázerbájdžánu je druhá nejrozšířenější církevní skupina v Ázerbájdžánu. Území Ázerbájdžánu spadá pod jurisdikci eparchie Baku ruské pravoslavné církve.

## Historie
První pravoslavný kostel v Baku byl postaven roku 1815, později byly vystaveny v Gandže a Šamachi.
Roku 1905 byla v zřízena bakuská eparchie. Sověté potlačovali duchovenstvo bakuské diecéze, ale již v roce 1944 byly otevřeny dva kostely.
Roku 2011 se v Ázerbájdžánu nacházelo 6 pravoslavných chrámu, tři z nich spadají pod jurisdikci Ruské pravoslavné církve a další pod jurisdikci Gruzínské pravoslavné církve.

## Udinská křesťanská komunita
Roku 2001 během návštěvy moskevského patriarchy Alexije II. projevila Udinská komunita přání k připojení svých lidí k Ruské pravoslavné církvi. Z tohoto přání nevzešel žádný výsledek a komunita zůstala osamostatněná.
Dne 28. května 2003 byla vytvořena Albánsko-Udinská křesťanská komunita. Předsedou komunity se stal Robert Mobilea. Komunita vedla k obnově starověkého kišského chrámu v Şəki. Roku 2006 byla dokončena obnova dalšího udinského chrámu. Komunita dále pokračovala v obnově dalších chrámu v Ázerbájdžánu.
Roku 2006 biskup Baku a Kaspického moře Alexander (Iščein) uvedl že pravoslavné bohoslužby se budou konat v udinských chrámech a kněží působící v chrámu byli vyškoleni v ruských církevních školách. I přes to že se ruská církev zúčastňovala některých slavnostních událostí udinské komunity, stále to nepřineslo vstup k Ruské pravoslavné církvi.

## Přehled počtu věřících
Podle statistik je byzantská tradice rozšířená mezi 2,3% populace (209,7 tisíc lidí).
| Rok  | Počet   | Počet   | Populace |
| 1897 | 95,736  | 95,736  | 5.6      |
| 1926 | 241,653 | 241,653 | 0.6      |
| 1939 | 553,433 | 553,433 | 17.3     |
| 1959 | 531,344 | 531,344 | 14.3     |
| 1970 | 544,148 | 544,148 | 10.6     |
| 1979 | 506,439 | 506,439 | 8.4      |
| 1989 | 432,482 | 432,482 | 6.2      |
| 1999 | 1999    | 170,700 | 2.1      |
| 2009 | 2009    | 143,800 | 1.6      |